# Гололобов, Вадим Юрьевич
Вадим Юрьевич Гололобов (род. 11 июля 1964, Ленинград) — актёр, театральный художник, куратор.

## Биография
Родился в 1964 году в Санкт-Петербурге. Закончил Санкт-Петербургский Технологический университет в 1987 г.
С 1990 по 1992 года учился на курсе «Режиссура документального кино» в Ленинградском институте театра музыки и кино (сейчас Российский государственный институт сценических искусств), мастера Павел Коган и Сергей Скворцов.
В 1992 присоединился в Праге к театру «DEREVO» (Россия — Германия), сначала в качестве администратора, затем художника по свету и технического директора. С 1996 года Вадим сотрудничает с театром АХЕ как дизайнер по свету, а c 2000 года занимает должность технического и административного директора компании. В 2010 году при организации АНО «Инженерный театр АХЕ» выбирается на должность генерального директора театра и занимает её по настоящее время.

## Карьера и творчество

### Театр «DEREVO»
В составе театра, как художник по свету принял участие во всех спектаклях и проектах в период с 1992 по 2000 год.

### Инженерный театр «АХЕ»
В составе театра, как художник по свету принял участие во всех спектаклях и проектах в период с 2000 по 2013 год.
С 2013 года административный директор, куратор и менеджер проектов театра.

### Совместные проекты и постановки с другими театрами — художник по свету
- «24 час», 2000 Хельсинки — культурная столица Европы (музей Kiasma)
- Театральная Олимпиада 2001- «Алхимическая свадьба» (СТД/Полунин, Москва)[1]
- «Сине Локо», 2001—2004, (фестиваль ARENA (Германия) / театр АХЕ)
- «Faust. Signature», 2006, (театр Linea de Sombra (Мексика)/театр АХЕ)
- «Wheel of Power», 2007, (театр «DEREVO»/театр АХЕ. Германия)[2]
- «Wind Rose», 2008, (театр «DEREVO»/театр АХЕ. Германия)
- Фестиваль «720 лун» Славы Полунина, 2010, (Франция)[3]
- «Сиротливый запад», 2010, постановка Театра им. В. Ф. Комиссаржевской, реж. Виктор Крамер.[4]
- «Похищение Европы», 2011, Турку-культурная столица Европы (Университет г. Турку, театральный факультет/АХЕ)
- «Заполнение пробелов» , 2012, (театр KANA (Польша)/АХЕ)
- «Выбор», 2013, (Новая сцена, Александрийский театр/АХЕ)
- «Мера тел», 2014, совместно с Екатеринбургским Государственном театром современной хореографии «Провинциальные танцы», г. Екатеринбург «Эрендира», 2014, постановка БДТ им. Товстоногова, реж. Фёдор Лавров.
- «Пена дней», 2015, уличный спектакль к Дню Достоевского (музей Ф. М. Достоевского/ АХЕ)[5]
- «Щедрин — хроники мёртвых градоначальников», 2015, совместный проект ЦПКиО им. Кирова и театра АХЕ[6]
- «Один на один», 2015, музей Анны Ахматовой, реж. Яна Тумина[7]
- «Сон о действительном конце русского авангарда», 2017, совместный проект (Алёна Коган, Данил Вачегин) для фестиваля «Ночи света в Гатчине»[8]
- «Экспериментальное подтверждение теории струн», 2018, совместный проект (Алёна Коган, Лиза Савина) для Дягилевского фестиваля (г. Пермь)[9]
- «Снятие культурного слоя», 2018, совместный проект (Алёна Коган, Сергей Карлов) для фестиваля «Ночи света в Гатчине»;[10]

### Фестивали и проекты — программный директор, куратор, лектор
- Фестиваль КроссАрт — 2014—2015, музей Эрарта[11]
- Фестиваль Russian Look — 2015—2017, дом танца Каннон Данс[12]
- Курс «Основы художественного света» для магистров Академии Русского балета им. А. Я. Вагановой — 2018
- Фестиваль «Формы танца» — 2019, мастерская современной хореографии Escabo[13]

## Награды и Премии
- 2000: Приз жюри на фестивале АРЕНА (Германия) за спектакль «Белая Кабина».
- 2001: Приз жюри и публики за спектакль «SINE LOCO» на фестивале АРЕНА.
- 2002: Диплом за лучший спектакль «Белая Кабина» на фестивале в Бело-Хоризонте (Бразилия).
- 2003: Премия «Новация» на фестивале «Золотая Маска» за спектакль «SINE LOCO». Санкт-Петербург.
- 2003: Премия «Fringe First» и премия «Total Theatre Award» на фестивале ФРИНДЖ (Эдинбург) за спектакль «Белая Кабина».
- 2004: Гран-приз жюри на Фестивале Мимос в Перигю (Франция) за спектакли «Белая Кабина» и «Господин Карме».
- 2015: Приз жюри на фестивале Lalka Też Człowiek в г. Варшава (Польша).